# Кочани
Кочани (мкд. Кочани) или Кочане, је град у Северној Македонији, у источном делу државе. Кочани је седиште истоимене општине, као и средиште области Кочанско поље.
Град је познат по „Кочанском пиринчу“, који је био познат у целој некадашњој СФРЈ.

## Географија
Град Кочани је смештен у источном делу Северне Македоније. Од најближег већег града, Штипа град је удаљен 30 km североисточно, а од главног града Скопља 115 km источно.
Рељеф: Кочани је средиште историјске области Кочанско поље, једно од „житница“ Северне Македоније. Насеље је смештено на северној страни издуженог поља, на месту где се из поља издижу најјужнији огранци Осоговских планина. На планини се налази се познати зимски туристички центар Пониква. Градско подручје бреговито, на приближно 350 m надморске висине.
Клима у Кочану је умерено континентална за утицајем Егејског мора (топлија лета, блаже зиме).
Воде: Кроз Кочане протиче истоимена Кочанска река, која дели град на западну и источну половину. Она се неколико километара јужније улива у реку Брегалницу. Пар километара северно од града образовано је вештачко језеро Гратче.

## Историја
Подручје Кочана је било насељено још од праисторије. Постоје трагови једног античког насеља код села Доње Граче (остаци бедема, римска и византијска керамика и накит).
Насеље под данашњим називом први пут се спомиње крајем средњег века. Тачније, 1337. године, када је овај простор био у поседу српске породице Драгаш. Тада је српски властелин Јован Оливер Цркву Св. Димитрија даровао Кочану. Године 1371. место је посед српских великаша Дејановића.
Други писани трагови су они турског путописца Евлије Челебије из 1519. године, где наводи да је Кочани једно лепо село у којем живе 54 хришћанске породице и једна муслиманска, као и да има 12 неожењених хришћана (Tapu defteri 85, 446-447).
Све до 19. века насеље није имало већи значај. Тада се насеље почиње развијати као градско.
Митрополијски намесник у Кочанима, поп Димитрије Марковић је - како пише у читуљи - "нападнут од зликовачке бугарске руке испустио је своју племениту душу 26. априла 1900. године у најбоље доба свога живота, у 34. години". Било је то једно у низу политичко-терористичких убистава, које су наручили или извели бугарски егзархисти.
У месту је између 1868-1874. године радила српска народна школа. Претплату за недељни српски лист "Цариградски гласник", скупљао је 1896. године у Кочанима, учитељ Јован Радовић. У цркви и школи се редовно прослављала школска слава Св. Сава. Домаћин славе 1899. године био је месни прота Данило Трајковић. Светосавску беседу је изговорио учитељ Јеротије Арсић. Следеће 1900. године Срби у Кочанима су остали без своје цркве, коју су преузели бугарски егзархисти.
Током теренског истраживања у мају 1904. године посетили су место српски генерални конзул у Скопљу, Михајло Ристић и познати научник географ др Јован Цвијић. Обишли су тамошње Србе - митрополијског намесника, управитеља и саму српску школу, те поп Данила. И поред великих проблема које су имали са бугарским егзархистима, Срби из места су 1906. године у својој школи прославили школску славу Савиндан. Чинодејствова је грчки свештеник надлежни митрополијски намесник поп Софудис. Управитељ српске школе Сима Димитријевић је изговорио светосавску беседу пред гостима, међу којима је било више трговаца Грка.
Крајем 19. века насеље је имало нешто близу 5600 становника, од чега су половина били муслимански Турци, а половина православни Словени.
Године 1912. Кочани се са околином припајају Краљевини Србији, касније Југославији. Од 1991. године град је у саставу Северне Македоније.
Велика трагедија догодила се у овом граду 16. марта 2025. када се догодио велики пожар у дискотеци Pulse који је однео 59 живота и тешко повредио скоро 200 присутних. Сутрадан је од срчаног удара преминуо и возач хитне помоћи који је током целе ноћи превозио повређене у болницу. Дискотека је радила захваљујући фалсификованој употребној дозволи. Због трагедије, Влада Северене Македоније је прогласила седмодневну жалост, а влада суседне Србије дан 18. март за дан жалости.

## Становништво
По попису из 2021. године град има 24.632 становника.
| Национални састав према попису из 2021.‍ | Национални састав према попису из 2021.‍ | Национални састав према попису из 2021.‍ | Национални састав према попису из 2021.‍ | Национални састав према попису из 2021.‍ |
| --------------------------------------- | --------------------------------------- | --------------------------------------- | --------------------------------------- | --------------------------------------- |
|                                         |                                         |                                         |                                         |                                         |
| Македонци                               | Македонци                               |                                         | 20.229                                  | 82,1%                                   |
| Роми                                    | Роми                                    |                                         | 1.892                                   | 7,7%                                    |
| непописани                              | непописани                              |                                         | 2.027                                   | 8,2%                                    |

Претежна вероисповест месног становништва је православље.

## Галерија
- Средиште Кочана
- Кочанска кула
- Православна црква Св. Ђорђа
- Средиште Кочана

## Градови побратими
- Сигетсентмиклош, Мађарска
- Казанлак, Бугарска
- Јенифоча, Турска
- Крижевци, Хрватска
- Перејаслав, Украјина
- Нови Кнежевац, Србија
- Крушево, Северна Македонија